# Vordere Guslarspitze
De Vordere Guslarspitze is een 3118 meter hoge bergtop in de Ötztaler Alpen in het Oostenrijkse Tirol.
De berg is gelegen in de Weißkam aan de rand van de morenen van de vroeger tot hier gelegen Guslarferner. De Vordere Guslarspitze is de lager dan de andere nabijgelegen Guslarspitzen, de Hintere en de Mittlere Guslarspitze. Een tocht over deze drie toppen vanaf de Vernagthütte neemt ongeveer twee uur in beslag.
De Guslarspitzen werden in 1848 voor het eerst bedwongen door de gebroeders Hermann en Adolf Schlagintweit.